# Herz-Sutra

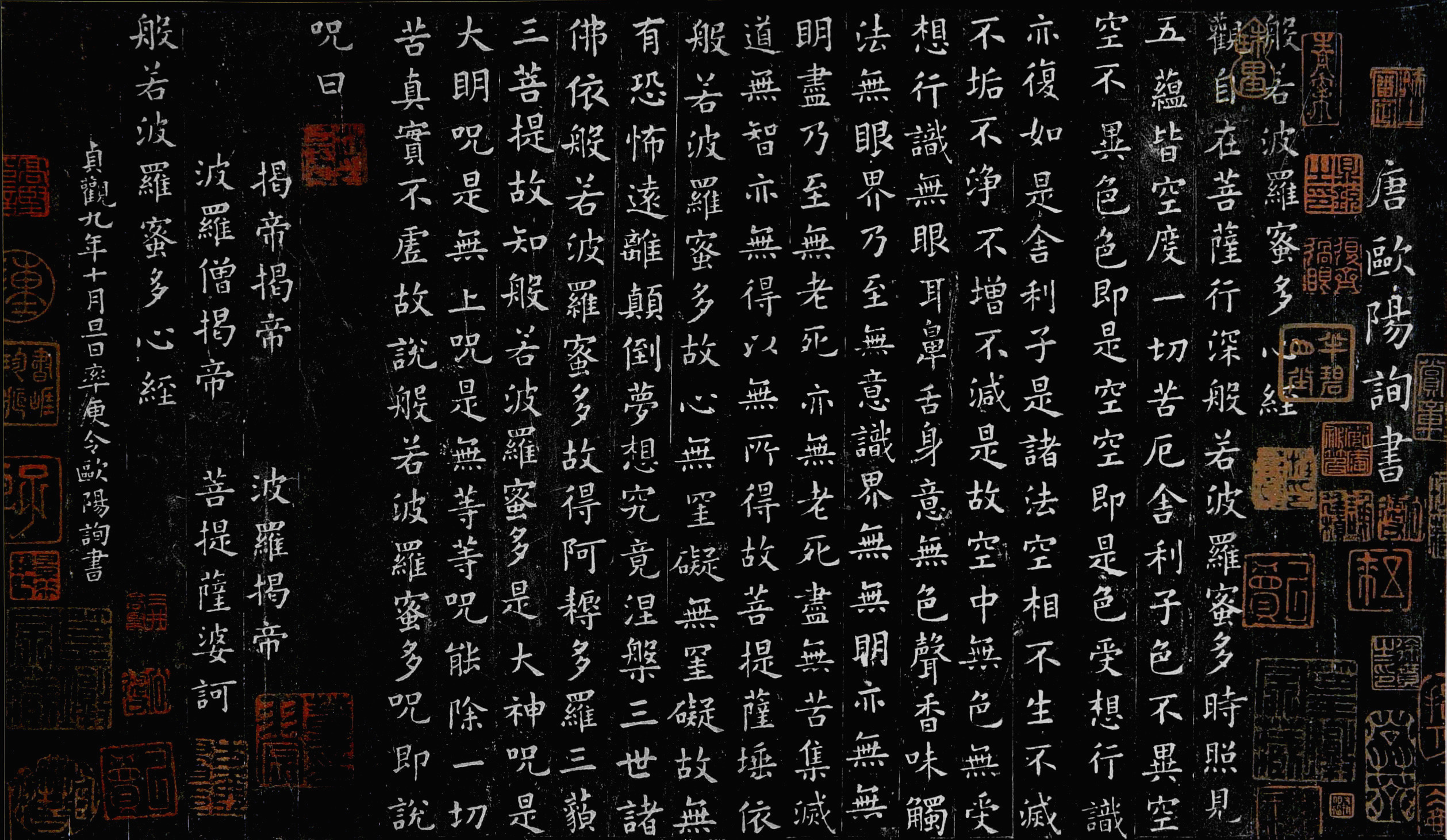
Herz-Sutra, geschrieben von Ouyang Xun, einem Kalligraphen der Tang-Dynastie

Das Herz-Sutra oder Sutra der höchsten Weisheit gehört zu den bekanntesten buddhistischen Mahayana-Sutras. Es gehört zu den kürzesten der Prajnaparamita-Texte und gilt als ihre Essenz.
Es wurde als „der am häufigsten verwendete und rezitierte Text in der gesamten Tradition des Mahayana-Buddhismus“ bezeichnet.

## Namen
Den vollständigen Titel könnte man so übersetzen: Die Essenz des erhabenen Hinübergelangens ans jenseitige Ufer der Weisheit (Sutra).
- Sanskrit: Prajñāpāramitā Hṛdayasūtra प्रज्ञपारमिता हॄदयसूत्र
- Chinesisch: 摩訶般若波羅蜜多心經 / 摩诃般若波罗蜜多心经,  Móhē bōrě bōluómìduō xīnjīng
- Koreanisch: Maha-panya-paramilda-simgyŏng  마하반야바라밀다심경, kurz Panya-simgyŏng 반야심경
- Japanisch: kurz 般若心経 Hannya Shingyō
- Vietnamesisch: Kinh Ma Ha Bát Nhã Ba La Mật, kurz Bát Nhã Tâm Kinh
- Tibetisch: shes rab snying po’i mdo ༄༅།། ཤེས་རབ་སྙིང་པོའི་མདོ་༎, kurz snying mdo ༄༅།། སྙིང་མདོ་༎
- Mandschurisch eteme yongkiyaha umesi colgoroko eme sure i cargi dalin de akūnaha niyaman i nomun ᡝᡨᡝᠮᡝ
ᠶᠣᠩᡴᡳᠶᠠᡥᠠ
ᡠᠮᡝᠰᡳ
ᠴᠣᠯᡤᠣᡵᠣᡴᠣ
ᡝᠮᡝ
ᠰᡠᡵᡝ ᡳ
ᠴᠠᡵᡤᡳ
ᡩᠠᠯᡳᠨ ᡩᡝ
ᠠᡴᡡᠨᠠᡥᠠ
ᠨᡳᠶᠠᠮᠠᠨ ᡳ
ᠨᠣᠮᡠᠨ

## Beschreibung

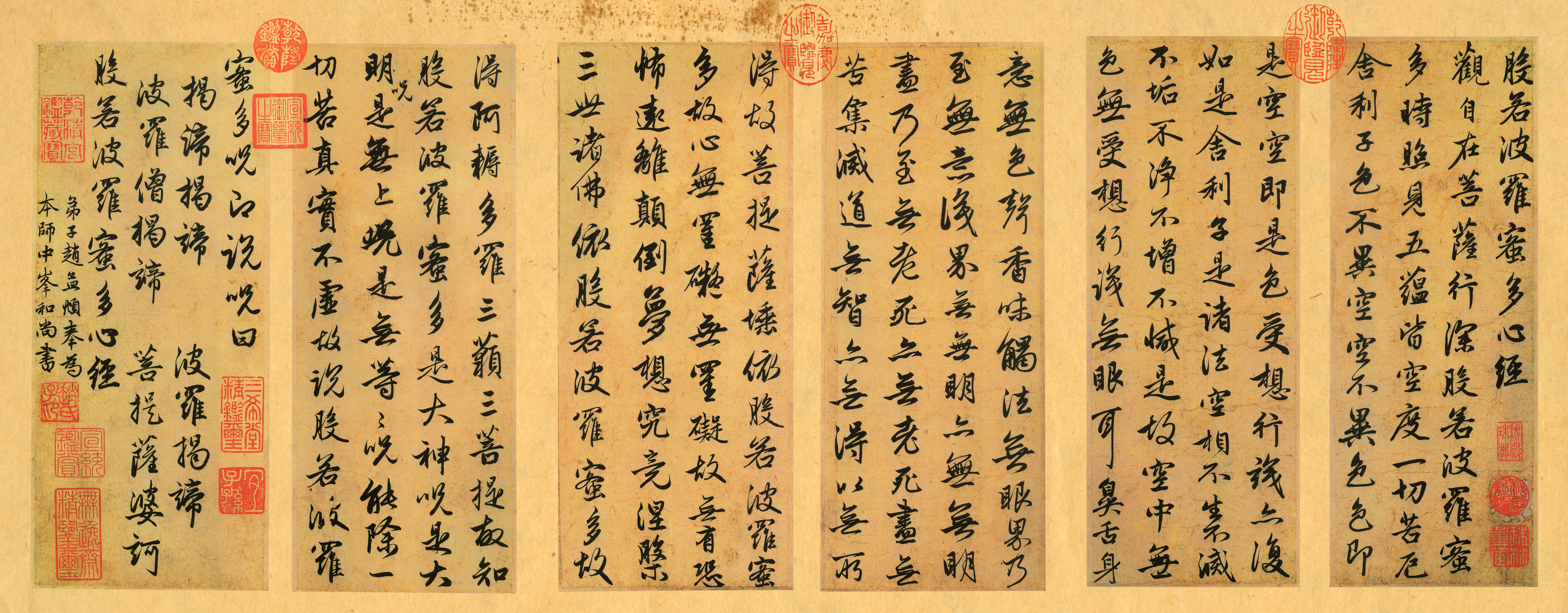
Chinesischer Text des Herz-Sūtra vom Künstler und Kalligraphen der Yuan-Dynastie Zhao Mengfu (1254–1322 n. Chr.)

Das Sutra ist von äußerster Kürze und Präzision geprägt, die Kalligraphie – siehe unter Weblinks – passt auf eine Seite. Es existieren zwei Versionen (eine längere und eine kürzere), die in ihrer Lehre übereinstimmen, wobei der längere Text aber auch die Umstände der Übermittlung darlegt. Es wird besonders im Zen studiert und rezitiert. Bisweilen wird das Sutra in der chinesischen Version in Form einer fünfstufigen Pagode mit langer Spitze aufgeschrieben.
Das Herz-Sutra wird auch als knappste Zusammenfassung der sogenannten Prajñāpāramitā-Literatur betrachtet, einer sechshundertbändigen Bearbeitung der Lehre Buddhas. Ein Großteil der Prajñāpāramitā-Literatur wurde von Nagarjuna entscheidend geprägt und kommentiert, dem 14. Patriarchen in der Linie Buddhas, einem der ersten Schriftsteller und Philosophen des Mahayana. Die chinesische Übersetzung des Sutra stammt von Kumārajīva von 401 bis 402. Eine spätere Übersetzung stammt von Meister Xuanzang (japanisch Genjô) aus dem 7. Jahrhundert.
Im Sutra belehrt der Bodhisattva Avalokiteshvara den Shariputra über die transzendente spirituelle Erfahrung. Einer der Kernsätze dabei ist, in japanischer Aussprache der chinesischen Übersetzung: „Shiki soku ze kū, kū soku ze shiki“, oft wiedergegeben als „Form ist Leere, Leere ist Form“. Den Kernpunkt des Herz-Sutra stellt das Mantra dar, mit dem das Sutra schließt: „Gate gate Pāragate Pārasamgate Bodhi svāhā.“ Dieses wird auch in der chinesischen Fassung nicht übersetzt, sondern nur lautschriftlich mit chinesischen Zeichen wiedergegeben. Laut Edward Conze ließe sich das Mantra etwa so übersetzen: „Gone, gone, gone beyond, gone altogether beyond, o what an awakening, all hail!“ (Gegangen, gegangen, hinübergegangen, ganz hinübergegangen, oh welch ein Erwachen, vollkommener Segen!)

### Japanische Tradition

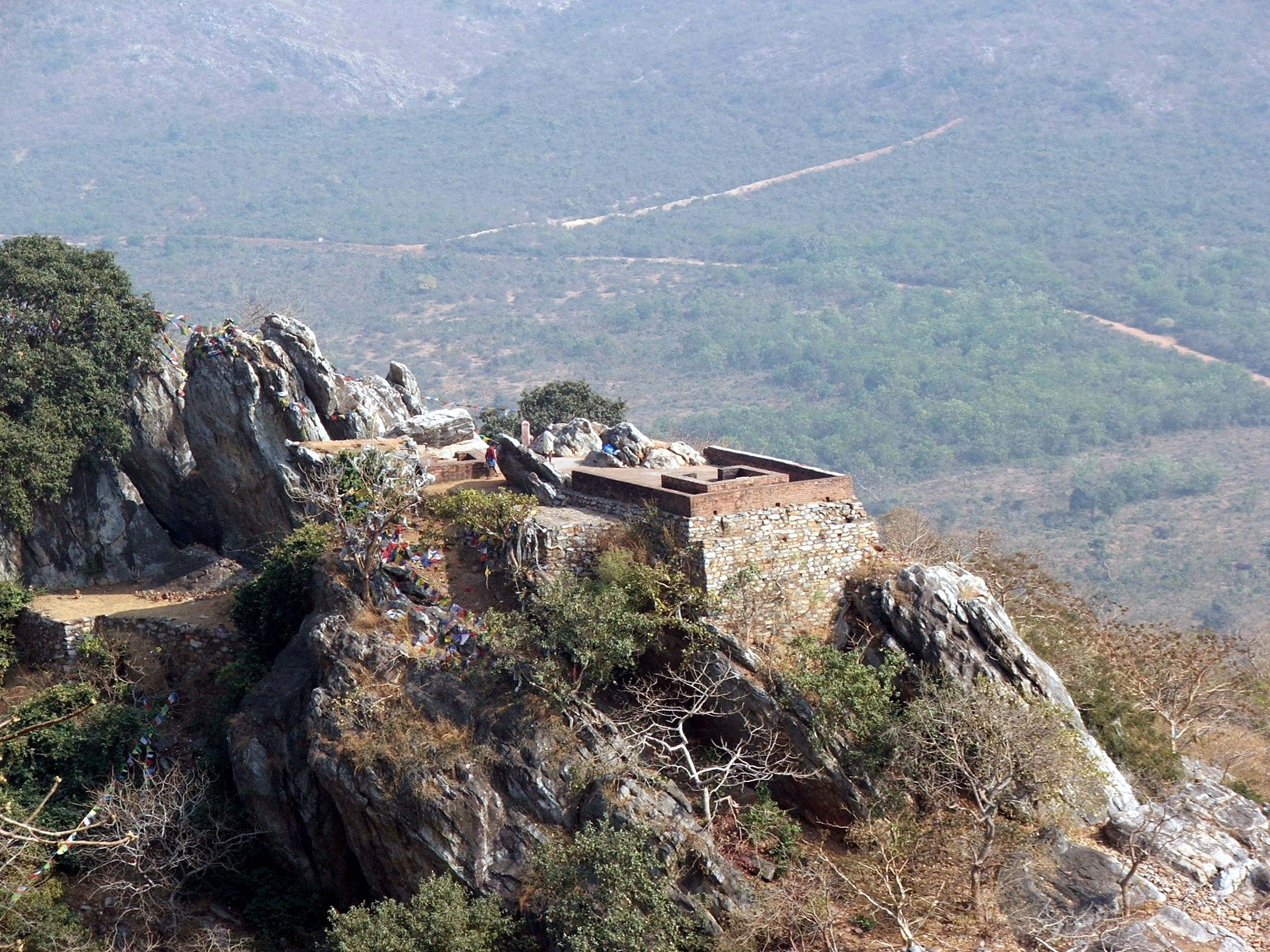
Gridhakuta (auch bekannt als Geiergipfel) in Rajgir Bihar Indien (im Altertum bekannt als Rājagṛha oder Rājagaha (Pali)) – Ort, an dem Buddha das Prajñāpāramitāhṛdaya (Herz-Sutra) und andere Prajñāpāramitā-Sutras lehrte.

In Japan nehmen einige Personen für sich in Anspruch, die ursprüngliche Sanskrit-Schrift des Herz-Sutras zu besitzen. Ein früher japanischer Kommentar existiert von der Hand Enchins (= Chishō Daishi). Im 9. Jahrhundert soll das Sutra oft (mit anderen) als tendoku bei Erdbeben, Seuchen, Dürre etc. rezitiert worden sein.
Der japanische Zen-Meister Taisen Deshimaru Rōshi legt in seinem Kommentar dar, dass die Übersetzung von kū (skr. śunyata) als Leere zu kurz greife. Ihm zufolge richtet sich Avalokiteshvara als Sinnbild des Mitgefühls an Shariputra, der als Sinnbild der Vernunft gelte, indem er ihm die Unbeständigkeit aller Dinge vor Augen führe. Weit davon entfernt, einem Nihilismus das Wort zu reden (den eine oberflächliche Interpretation von kū nahelegen könnte), lehre das Herz-Sutra die Freiheit von Anhaftung.

### Koreanische Tradition
In Korea wird das Sutra in der Regel abgekürzt: Maha-banya-para-mida-simgyeong → Banya-simgyeong (반야심경: [paɲaʃimgjəŋ]) genannt. Es ist das wohl am häufigsten gelesene Sutra überhaupt. Es wird bei jeder Zeremonie vorgelesen, so dass viele Tempelbesucher es auswendig können.
In den Tripitaka Koreana finden sich etwa sieben verschiedene Hanja-Übersetzungen des Sutra mit leicht abweichenden Namensendungen. Zudem gibt es neben vollständiger Übersetzung auch manche gekürzte Fassungen. In Korea wird die Übersetzung vom chinesischen Mönch Xuanzang (koreanisch: Hyeonjang 현장) aus der Tang-Zeit am meisten gelesen.

### Englische Versionen
Es gibt verschiedene Übersetzungen ins Englische, eine von der Kwan-Um-Zen-Schule mit eher knappen Formulierungen und eine von Gerhard Herzog, die er in seinem Buch The Heart Sutra and the Diamond Sutra veröffentlicht hat. Die zugrunde gelegte Übersetzung aus dem Sanskrit ins Chinesische stammte von Hsuan Tsang. Gerhard Herzog übersetzte es am Tung Fang Buddhist College in Kaohsiung, Taiwan, aus dem Chinesischen ins Englische mit sinngemäßen Formulierungen. Es gibt noch weitere englische Fassungen. Die Kürze des Herz-Sutras und die Mehrdeutigkeit seiner Prägnanz haben dazu geführt, dass es eine der am häufigsten übersetzten chinesischen Schriften ist. Die meisten Übersetzer waren der Ansicht, dass die jeweils früheren Übersetzungen die Bedeutung nicht ganz richtig wiedergeben und hatten das Bedürfnis, einige Erweiterungen vorzunehmen, um sie im Englischen verständlich zu machen.

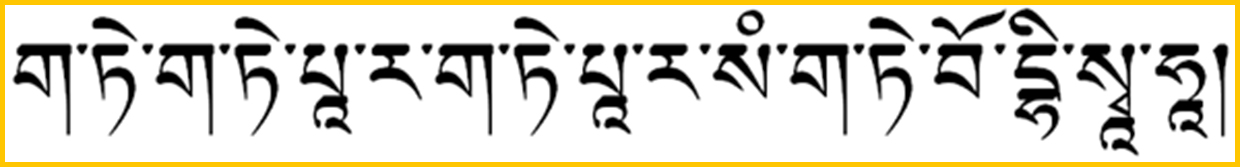
Transkription des Mantras, das die Rede von Avalokiteshvara beendet, in tibetischer Schrift (Sanskrit: „gate gate pāragate pārasaṃgate bodhi svāhā“).